# Saint-Gervais-sur-Couches
Saint-Gervais-sur-Couches település Franciaországban, Saône-et-Loire megyében. Lakosainak száma 209 fő (2022. január 1.). Saint-Gervais-sur-Couches Saisy, Change, Collonge-la-Madeleine, Créot, Dracy-lès-Couches, Épertully, Saint-Martin-de-Commune, Saint-Sernin-du-Plain és Tintry községekkel határos.

## Népesség
A település népessége az elmúlt években az alábbi módon változott:
| Lakosok száma | 206  | 202  | 204  | 202  | 206  | 211  | 216  | 213  | 209  |
|               | 2013 | 2015 | 2016 | 2017 | 2018 | 2019 | 2020 | 2021 | 2022 |